# Fantasy-Jahr 1945
Übersicht

◄◄ | ◄ | 1941 | 1942 | 1943 | 1944 | Fantasy-Jahr 1945 | 1946 | 1947 | 1948 | 1949 | ► | ►►

Weitere Ereignisse

## Neuerscheinungen Filme
| Deutscher Titel            | Deutschsprachiges Erscheinungsjahr | Originaltitel              | Regie             | Anmerkungen |
| -------------------------- | ---------------------------------- | -------------------------- | ----------------- | ----------- |
| Der Engel mit der Trompete | 1973                               | The Horn Blows At Midnight | Raoul Walsh       |             |
| Geisterkomödie             | 1946                               | Blithe Spirit              | David Lean        |             |
| Yolanda und der Dieb       | 1974                               | Yolanda and the Thief      | Vincente Minnelli |             |

## Geboren
- Michael Bishop († 2023)
- Edward Bryant († 2017)
- Joseph Delaney († 2022)
- Raymond Feist
- Elizabeth Moon
- Rachel Pollack († 2023)
- Karl Edward Wagner († 1994)

## Gestorben
- Eric Rücker Eddison (* 1882)
- Charles Williams (1886–1945)